# Idioma anal
El anal o namfau es un idioma del grupo kuki-chin de las lenguas sinotibetanas hablado en el noreste de India, Birmania y posiblemente también en Bangladés. En el censo de 2001 de India, aparecían contabilizados 13.853 hablantes de este idioma.